# Кьямпарино, Серджо
Серджо Кьямпарино (итал. Sergio Chiamparino; 1 сентября 1948, Монкальери, Пьемонт) — итальянский политик, губернатор Пьемонта (2014—2015).

## Биография
Окончил «Туринский университет по специальности политология» и занимался там научной работой до 1975 года, когда возглавил фракцию ИКП в коммунальном совете Монкальери, с 1986 по 1989 год был экономическим экспертом коммунистической фракции в Европейском парламенте, в 1989—1991 годах был региональным секретарём ВИКТ, с 1991 по 1995 год — секретарём Туринской провинциальной организации ДПЛС.
В 1996 году был избран в Палату депутатов от ДПЛС и входил в её фракцию до 2001 года.
В 2001 году после внезапной смерти кандидата левоцентристов на пост мэра Турина Доменико Карпанини (Domenico Carpanini) Кьямпарино в последний момент заменил его в избирательной кампании и победил с результатом 52,8 %, который улучшил при перевыборах в 2006 году. С 9 мая 2008 по 21 февраля 2009 года был министром по вопросам реформ и федерализма в теневом правительстве Демократической партии. В 2008 году с результатом 75 % возглавил рейтинг мэров административных центров провинций, опубликованный газетой Il Sole 24 Ore. С 2012 по 2014 год являлся президентом банковского фонда Compagnia di San Paolo.
В 2006 году, когда Кьямпарино был мэром Турина, этот город стал местом проведения зимних Олимпийских игр, и позднее политик выступал за проведение в Италии Олимпиады 2024 года. В интервью он доказывал, что Олимпиада была далеко не главной причиной роста городского долга Турина с показателя 1,7 млрд евро в 2001 году до 3,1 млрд в 2008 (на долю игр в этой сумме можно отнести лишь 400 млн).

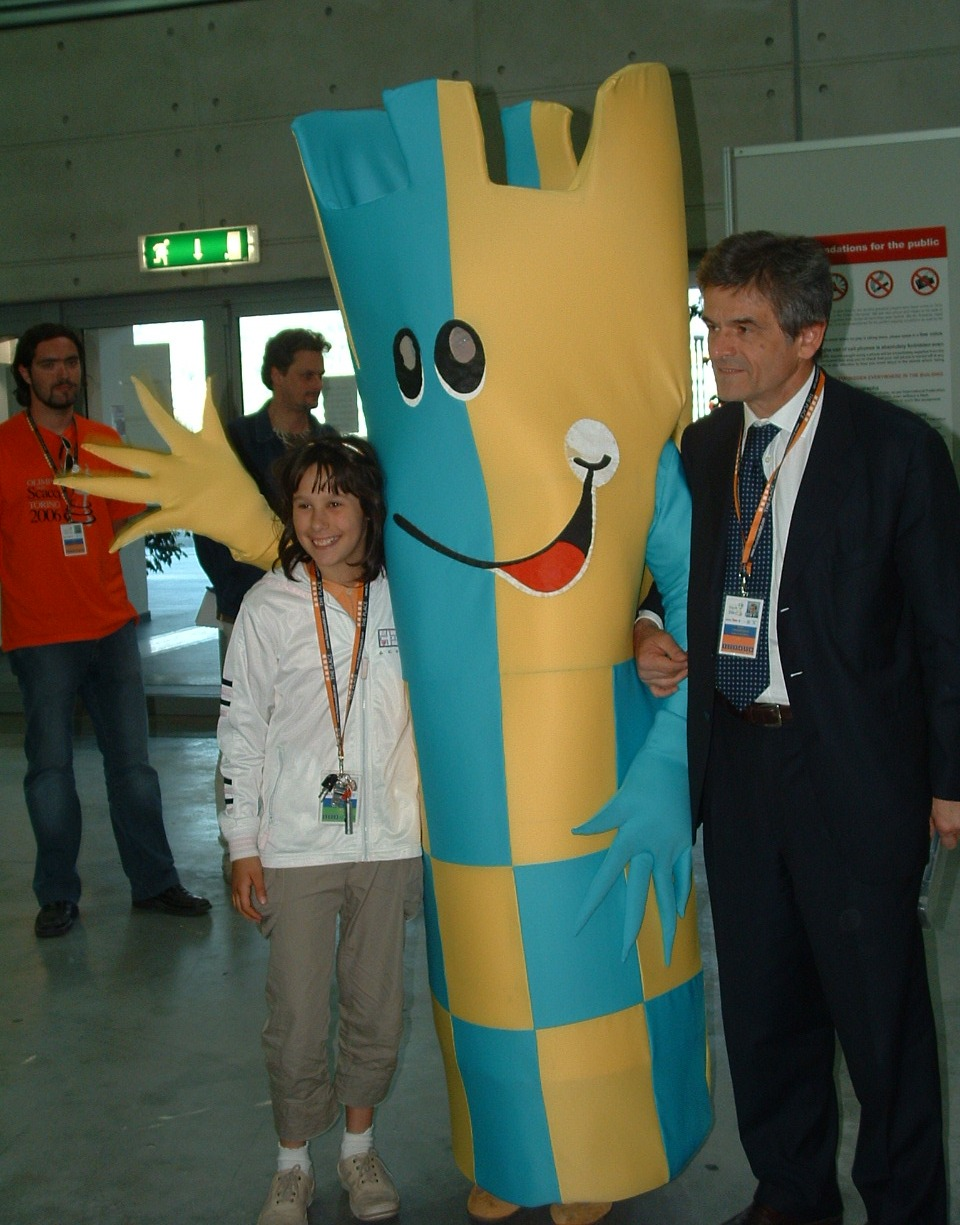
Мэр Серджо Кьямпарино и итальянская шахматистка Марина Брунелло с талисманом Шахматной олимпиады в Турине (2006 год).

Во втором туре президентских выборов 18 апреля 2013 года набрал 90 голосов выборщиков, оставшись на втором месте, что стало его лучшим результатом в тех трёх турах из шести, когда он попадал в число кандидатов.

### Губернатор Пьемонта
По результатам местных выборов 26 мая 2014 года избран президентом региона Пьемонт, будучи кандидатом левоцентристской коалиции (Демократическая партия, список «Кьямпарино за Пьемонт», «Умеренные», «Левые Экология Свобода», Гражданский выбор, Италия ценностей). В общей сложности он получил 47,09 %, наибольший «вклад» в победу внесла Демократическая партия (36,17 %).
31 июля 2014 года избран председателем Конференции регионов и автономных провинций (Conferenza delle regioni e delle province autonome).
20 января 2015 года Кьямпарино был избран одним из троих представителей Пьемонта в коллегии выборщиков президента Италии.
9 июля 2015 года Региональный административный суд (TAR) Пьемонта, подтвердив законность избрания Кьямпарино президентом Пьемонта, признал недопустимыми подписи, собранные к региональным выборам 2014 года в поддержку Кьямпарино, а также за списки Демократической партии в провинциях Кунео и Монвизо, следующее заседание суда назначено на 25 октября. 17 июля 2015 года тот же суд принял решение рассматривать только изначальную жалобу представительницы Лиги Севера Патриции Боргарелло (Patrizia Borgarello) на подделку подписей ДП в провинции Турин. 11 февраля 2016 года Государственный совет окончательно подтвердил законность избрания Кьямпарино.
26 мая 2019 года проиграл перевыборы, отстав на 13 % от кандидата правоцентристов Альберто Чирио, которого поддержали 49 % избирателей.

## Личная жизнь
Кьямпарино любит чтение, кино, классическую музыку и прогулки в горах. С 1978 года женат на учительнице Анне Марроккетти (Anna Marrocchetti), у супругов есть сын Томмазо (род. 1980), также политолог по образованию.

## Награды
Указом президента Италии от 2 июня 2007 года награждён степенью великого офицера ордена «За заслуги перед Итальянской Республикой».